# Eupithecia acutipennis
Eupithecia acutipennis är en fjärilsart som beskrevs av George Duryea Hulst 1898. Eupithecia acutipennis ingår i släktet Eupithecia och familjen mätare. Inga underarter finns listade i Catalogue of Life.

## Bildgalleri

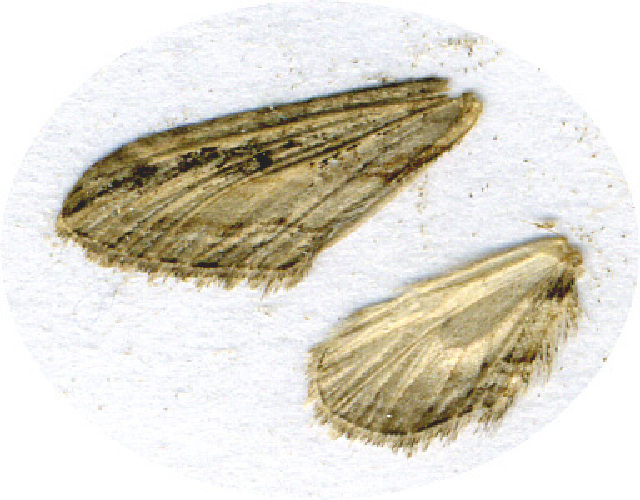